# 256 (nombre)
Cet article concerne le nombre 256. Pour l'année, voir 256.
256 (deux cent cinquante-six) est l'entier naturel qui suit 255 et qui précède 257.

## En mathématiques
Deux cent cinquante-six est :
- une puissance de deux (28),
- le nombre cent en base seize : 10016,
- 4↑↑2 en utilisant la notation fléchée de Knuth,
- un nombre puissant.

## Dans d'autres domaines
Deux cent cinquante-six est aussi :
- Le nombre de caractères dans le nouveau système Braille à 8 points.
- Le nombre de comtés au Texas.
- Un indicatif téléphonique d'une partie de l'Alabama aux États-Unis.
- Années historiques : -256, 256.